# Agra, Varese
Agra là một đô thị ở tỉnh Varese, vùng Lombardia thuộc miền nam Italia. Agra có diện tích 3 km2, dân số 370 người. Đô thị này nằm ở độ cao 650 m trên mực nước biển.